# زكا
زكا باليونانية Ζακχαῖος وبالعبرية זכי، هو إحدى شخصيات العهد الجديد الواردة في الفصل التاسع عشر من إنجيل لوقا،.
معنى اسم زكا باللغة العبرية، النقي أو الطاهر، وحسب الأناجيل، فقد كان يعمل جابيًا للضرائب في مدينة أريحا لمصلحة الإمبراطورية الرومانية التي كانت تحتل فلسطين آنذاك، وكان المجتمع اليهودي يعتبر هذه المهنة بمثابة الخيانة، لأنه كان ينظر إلى الإمبراطورية الرومانية كسلطة محتلة، وسوى ذلك لأن جباة الضرائب كانوا يجبون من الشعب مبالغ أعلى من المقرر، فيكسدون ثروات من خلال عملهم.

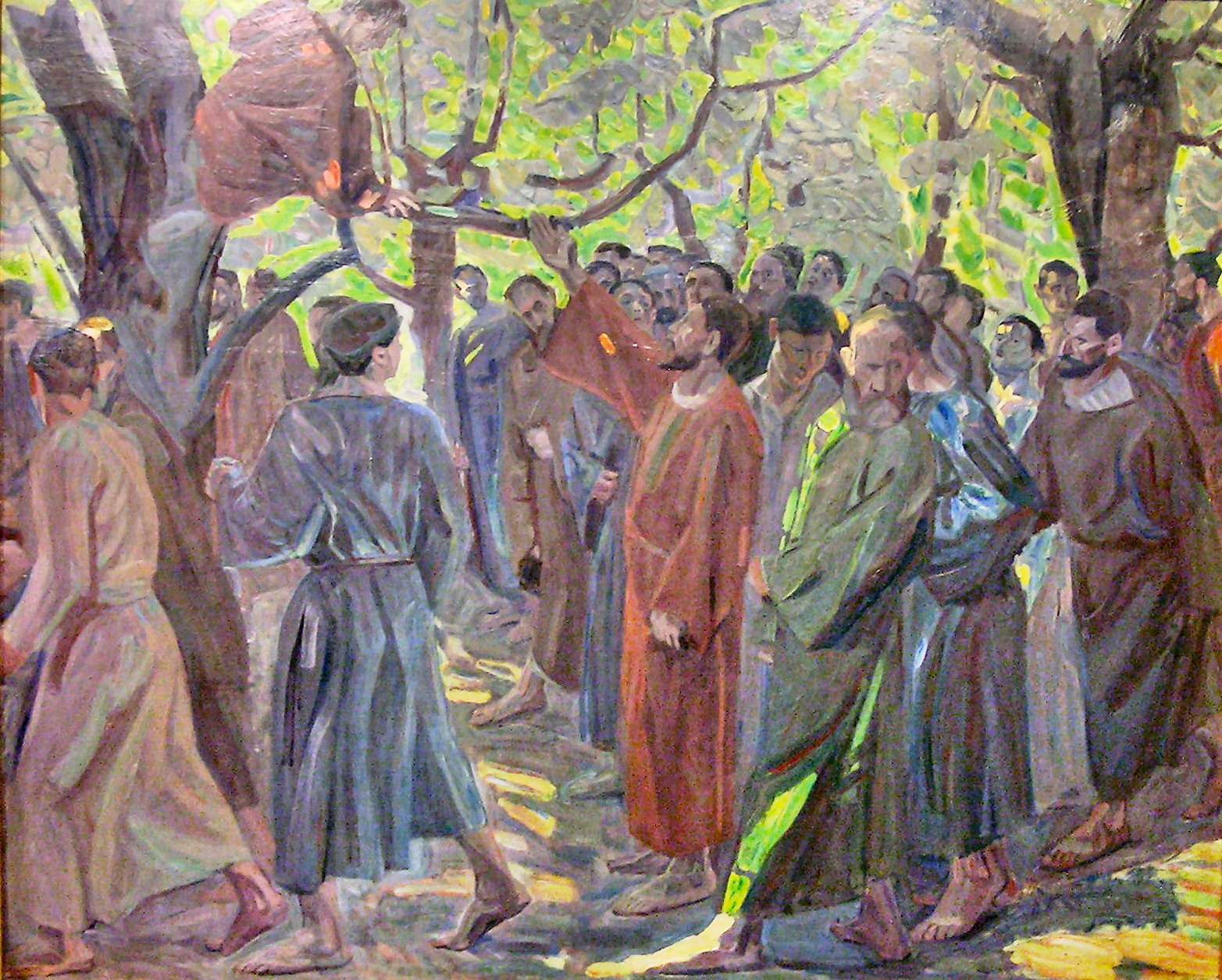
أيقونة تظهر حادثة زكا والمسيح كما رويت في إنجيل لوقا.

حسب رواية زكا، في إنجيل لوقا، فإنه عندما علم بمرور يسوع المسيح من مدينة أريحا في طريقه نحو أورشليم، صمم على ملاقاته، لكنه لم يستطع ذلك لسببين الأول لأن المسيح كان محاطًا بجموع غفيرة، والثاني قصر قامة زكا، لذلك قام زكا بتسلق شجرة جميز وأخذ يراقب الموكب؛ عندما أصبح المسيح تحت الشجرة، نادى زكريا معلنًا له أنه سيتناول العشاء في منزله الليلة، ما أثار استغراب وحفيظة مرافقي المسيح، بسبب نظرتهم التقليدية إلى مهنته؛ خلال العشاء أعلن زكريا توبته كما أعلن أنه إذا ما كان قد ظلم أحدًا من الشعب في جبي الضرائب فسوف يرده إليه أربعة أضعاف، فقال له المسيح عندها: «اليوم تمّ الخلاص لهذا البيت».

## التقاليد الكنسية حول زكا
خلال القرن الثاني أعلن كليمان الإسكندري، أن زكا انضم إلى تلاميذ المسيح الإثني عشر كواحد منهم، بعد أن لقي يهوذا الاسخريوطي حتفه، بعد أن اتخذ اسمًا جديدًا هو متياس، ويذكر سفر أعمال الرسل عن حادثة اختيار متياس خلفًا ليهوذا الإسخريوطي، بيد أنه لا يوجد أي دليل يثبت ما ذهب إليه كليمان، في حين أن الدستور الرسولي قد أعلن في وقت لاحق أن زكا قد اعتنق المسيحية وتبع المسيح ثم أصبح واحدًا من الرسل السبعين الذين أرسلهم المسيح ومن ثم غدا أسقف مدينة  قيسارية قرب يافا الأول.

## الطقوس الكنسية والممارسات
في الكنيسة الأرثوذكسية والكنيسة الأرثوذكسية الشرقية يخصص الأحد الأخير من زمن الصوم لقراءة نص زكا في الكتاب المقدس، ما أدى أن يطلق على يوم الأحد ذاك اسم أحد زكا، وحسب الكنيسة فقد تم اختيار نص زكا قبيل أسبوع الآلام بأسبوع وقبيل عيد القيامة بأسبوعين للدلالة على أهمية التوبة في الحياة المسيحية وقبول الله للتائب، فضلاً عن التواضع.

## الدروس الروحية
تستخدم قصة زكا في الكنيسة لتفسير قول المسيح، طوبى لأنقياء القلوب فإنهم يعاينون الله، كذلك فقد قام زكا بتسلق شجرة الجميز التي كان يعتبرها اليهود دنسة لكونها الشجرة التي تحمل الثمر الذي يتغذى عليه الخنزير، ما يعني الوقوف فوق المدنس وفوق الخطيئة في سبيل رؤية الله.